# Lena Wixell
Lena Wixell (* 17. Mai 1950 in Stockholm) ist eine ehemalige schwedische Kinderdarstellerin.

## Leben
Wixell wurde 1960 durch ihre Rolle der Lisa in der schwedischen Fernsehserie Die Kinder von Bullerbü bekannt. Für die deutsche Fassung wurde sie von Christina Hoeltel synchronisiert. Im Alter von elf Jahren beendete sie ihre Schauspielkarriere und absolvierte von 1968 bis 1971 eine Ausbildung zur Kauffrau im Einzelhandel.
Wixell lebt und arbeitet in Göteborg.

## Filmographie
- 1960: Die Kinder von Bullerbü
- 1960: Ein Wiedersehen auf Bullerbü